# سوکولنیکی (شهرستان وژشنیا)
سوکولنیکی (به لهستانی:  Sokolniki) یک روستا در لهستان است که در گمینا کوواچکووو واقع شده‌است. سوکولنگکی ۶۶۰ نفر جمعیت دارد.